# Dierna timandra
Dierna timandra är en fjärilsart som beskrevs av Alphéraky 1897. Dierna timandra ingår i släktet Dierna och familjen nattflyn. Inga underarter finns listade i Catalogue of Life.